# Edward Goldsmith
Edward René David Goldsmith (8. November 1928 in Paris – 21. August 2009 in Siena) war ein englisch-französischer Umweltschützer, Schriftsteller und Philosoph, der für seine kritischen Ansichten gegenüber der Industriegesellschaft und der freien Marktwirtschaft bekannt wurde.

## Leben
Edward Goldsmith stammte aus der alten deutsch-jüdischen Familie Goldschmidt aus Frankfurt am Main. Er war der Sohn von Frank Goldsmith und der Französin Marcelle Mouiller. Der Milliardär James Goldsmith ist sein Bruder.
Goldsmith ging auf die Millfield School in Somerset und absolvierte danach ein Studium mit Auszeichnung in Philosophie, Politik und Wirtschaftswissenschaften am Magdalen College der Universität Oxford (1947–1950). Bereits während seines Studiums lehnte Goldsmith die reduktionistischen Ideen der Wissenschaften ab und suchte nach einer ganzheitlichen Weltsicht. Nach seinem Militärdienst als britischer Nachrichtenoffizier in Hamburg und Berlin beteiligt sich Goldsmith weitgehend erfolglos an einer Reihe von Geschäftsmodellen. Den größten Teil seiner Freizeit widmete er weiterhin dem Studium der Fächer, die ihn für den Rest seines Lebens beschäftigen sollten.
Die 1960er Jahre verbrachte er mit vielen weltweiten Reisen, um sich aus erster Hand ein Bild von der Zerstörung der Umwelt und der traditionellen Völker zu machen. Dabei kam er zu dem Schluss, dass die globalisierte Industrialisierung die eigentliche Ursache aller sozialen Missstände und der Umweltzerstörung sei.

## Werk
Edward Goldsmith ist Autor und Mitautor einer Reihe von Büchern, die sich mit Fragen der ökologischen und sozialen Entwicklung befassen. 1969 gründete er das Umweltmagazin „The Ecologist“. Er lehrte an mehreren Universitäten und war Mitglied des „International Forum on Globalization“ (IFG), einer Vereinigung von sechzig Organisationen aus zwanzig Ländern, die Aufklärung über Fragen der globalen Wirtschaft betreibt, sowie Kampagnen organisiert.
1972 erschien zuerst im Ecologist und später in Buchform der Titel „A Blueprint for Survival“ (Eine Blaupause für das Überleben), ein einflussreicher Appell, der insgesamt 750.000 mal verkauft wurde. Er lenkte die Aufmerksamkeit auf die Dringlichkeit und das Ausmaß der Umweltprobleme und plädierte für den radikalen Umbau der Gesellschaft, um das zu verhindern, was die Autoren als „Zusammenbruch der Gesellschaft und die irreversible Zerstörung der Lebensgrundlagen auf diesem Planeten“ bezeichneten. Diese Schrift wurde in erster Linie von Goldsmith verfasst und von über dreißig der damals führenden Wissenschaftler einschließlich Julian Huxley, Peter Medawar und Peter Markham Scott unterzeichnet. Von Blueprint inspiriert gab Goldsmith zusammen mit Robert Prescott-Allen den Anstoß zur Gründung der Partei „People“ in Großbritannien, die später in „Grüne Partei“ umbenannt wurde. Allerdings geriet er später durch seine tiefenökologischen Ansichten in Konflikt mit den sozialliberalen Thesen der Partei.
Als wichtiger Vertreter einer wissenschaftlich fundierten Tiefenökologie und Systemtheoretiker war Goldsmith ein früher Befürworter der Gaia-Hypothese, nachdem er zuvor ein ähnliches Konzept einer sich selbst regulierenden Biosphäre entwickelt hatte. Heute gilt Edward Goldsmith als Vorkämpfer für Bioregionalismus und Globalisierungskritiker.
Goldsmith äußerte zeitlebens eine große Sympathie für die Kulturen und Werte der traditionellen Völker. Er gehörte bei der Gründung von „The Ecologist“ zum Gründungskomitee von „The Primitive People’s Fund“, aus der später die Organisation Survival International hervorging; heute eine der größten Nichtregierungsorganisationen zur Unterstützung traditionell lebender Indigener Gemeinschaften.
In seinem Buch Der Weg nennt E. Goldsmith die Vorbilder und Vordenker, die ihn beeinflusst haben: Ludwig von Bertalanffy, Alfred North Whitehead,  Karl Polanyi, Michael Polanyi, Gandhi, Eugene Odum, C. H. Waddington, Paul Alfred Weiss, William Homan Thorpe, Placide Tempels, Alfred Radcliffe-Brown, Roy Rappaport, Richard St. Barbe Baker.

## Das „Ökologische Manifest“
Ein Schwerpunkt seiner Arbeit war eine Theorie zur Vereinheitlichung der Wissenschaften. In Zusammenhang mit einer ganzheitlichen Sichtweise der Welt – die er für die Zukunft des Menschen für dringend erforderlich hielt –, wandte er sich gegen die nach seiner Ansicht übermäßig reduktionistischen und mechanistischen Ansätze der Mainstream-Wissenschaft. Er forderte ein neues wissenschaftliches Paradigma. Seine Theorie von einer ganzheitlichen Wissenschaft war stark vom kybernetischen Denken geprägt. Insbesondere berief er sich auf die Allgemeine Systemtheorie von Ludwig von Bertalanffy. 
Eine populärwissenschaftliche Veröffentlichung seiner Theorie ist das Buch Der Weg – Ein ökologisches Manifest (1992), das 1996 auch in deutscher Sprache erschienen ist. Edward Goldsmith fordert darin, die natürliche Ordnung der Erde zu erhalten, um unser Überleben zu sichern. Dazu sei eine ursprüngliche, ökologische Weltanschauung notwendig, die auch das traditionelle Wissen und die Weisheit nicht-industrialisierter erdverbundener Völker – er nennt sie Chthonische Gesellschaften – berücksichtigt und sich wieder auf das Wesentliche besinnt. Dazu zitiert er die Ergebnisse zahlreicher kulturvergleichender Studien. Goldsmith geht den Gründen und Ursache-Wirkungszusammenhängen nach und entwickelt eine ganzheitliche Philosophie als Voraussetzung zur Veränderung der Gegenwart.

## Auszeichnungen
Edward Goldsmith erhielt für seine Arbeit zum Schutz der Natur und für den Einsatz zu Bedeutung und Lage der indigenen Völker eine Reihe von Auszeichnungen, darunter den „alternativen Nobelpreis“ (Right Livelihood Award, 1991) und den französischen Verdienstorden der Ehrenlegion.

## Veröffentlichungen (auch als Mitautor)
- 1972: A Blueprint for Survival. Penguin Books, 1972.
  - Planspiel zum Überleben. Ein Aktionsprogramm. DVA, Stuttgart 1972, ISBN 3-421026386. DTV, München 1975, ISBN 3-423010487.
- 1977: The Doomsday Funbook. (Joys Of Apocalypse) 1977.
  - The Doomsday Fun Book New Edition. John Carpenter, 2006.
- 1978: The Stable Society. Wadebridge Press, 1978.
- 1988: The Great U-Turn. De-industrialising Society. Green Books, 1988.
- 1984: The social and environmental effects of large dams. (Wadebridge Ecological Centre) Volume I (1984), Volume II (1986), Volume III (1992).
- 1990: 5.000 days to save the planet. Hamlyn, 1990.
- 1992: The Way. An ecological world view. Verlag Rider, 1992.
  - Der Weg. Ein ökologisches Manifest. (489 S.) Verlag Bettendorf, Bartenstein 1996, ISBN 3-884980912.